# Liste der denkmalgeschützten Objekte in Lang (Steiermark)
Die Liste der denkmalgeschützten Objekte in Lang enthält die 10 denkmalgeschützten, unbeweglichen Objekte der Gemeinde Lang im steirischen Bezirk Leibnitz.

## Denkmäler
| Foto |                 | Denkmal                                                             | Standort                              | Beschreibung | Metadaten |
| ---- | --------------- | ------------------------------------------------------------------- | ------------------------------------- | --- | --- |
| ja   | Datei hochladen | Flur-/Wegkapelle HERIS-ID: 69123 Objekt-ID: 82169                   | bei Göttling 5 Standort KG: Göttling  | | BDA-Hist.: Q38121494 Status: § 2a Stand der BDA-Liste: 2025-06-30 Name: Flur-/Wegkapelle GstNr.: 276                                                     |
| ja   | Datei hochladen | Nebengebäude von Schloss Eybesfeld HERIS-ID: 37224 Objekt-ID: 36309 | Jöß 1 Standort KG: Jöss               | Die langgestreckten Wirtschaftsgebäude des Schlosses stammen aus der Mitte des 17. Jahrhunderts. | BDA-Hist.: Q37974447 Status: Bescheid Stand der BDA-Liste: 2025-06-30 Name: Nebengebäude von Schloss Eybesfeld GstNr.: .2, .3 Schloss Eybesfeld          |
| ja   | Datei hochladen | Schloss Eybesfeld HERIS-ID: 37225 Objekt-ID: 36310                  | Jöß 1 Standort KG: Jöss               | Der Ansitz ist um 1720 entstanden, der Baukern stammt allerdings aus der Mitte des 17. Jahrhunderts. Es hat einen kreuzförmigen Grundriss mit schlichten Fassade, lediglich die Gebäudekanten sind rustiziert. Die westliche Seite ist durch einen barocker Aufsatz für Uhr und Glocke auf dem Dach hervorgehoben. In den Innenräumen befinden sich mehrere Stuckdecken und Öfen aus dem 18. Jahrhundert. | BDA-Hist.: Q15844451 Status: Bescheid Stand der BDA-Liste: 2025-06-30 Name: Schloss Eybesfeld GstNr.: .1 Schloss Eybesfeld                               |
| ja   | Datei hochladen | Turm HERIS-ID: 69130 Objekt-ID: 82176                               | Jöß 1a Standort KG: Jöss              | Der Turm ist ein Überrest der Ringmauer um Schloss Eybesfeld | BDA-Hist.: Q38121542 Status: Bescheid Stand der BDA-Liste: 2025-06-30 Name: Turm GstNr.: .3                                                              |
| ja   | Datei hochladen | Wohnhaus, Kavaliershaus HERIS-ID: 69133 Objekt-ID: 82179            | Jöß 1b Standort KG: Jöss              | Das sog. Kavaliershaus von Schloss Eybesfeld stammt aus der Zeit um 1730. | BDA-Hist.: Q38121550 Status: Bescheid Stand der BDA-Liste: 2025-06-30 Name: Wohnhaus, Kavaliershaus GstNr.: .1                                           |
| ja   | Datei hochladen | Verwalterhaus HERIS-ID: 69135 Objekt-ID: 82181                      | Jöß 1e Standort KG: Jöss              | Das Verwalterhaus von Schloss Eybesfeld ist ein Bau aus dem mittleren 19. Jahrhundert. | BDA-Hist.: Q38121571 Status: Bescheid Stand der BDA-Liste: 2025-06-30 Name: Verwalterhaus GstNr.: 140/1 Schloss Eybesfeld                                |
| ja   | Datei hochladen | Pfarrhof HERIS-ID: 69126 Objekt-ID: 82172                           | Lang 15 Standort KG: Lang             | | BDA-Hist.: Q38121527 Status: § 2a Stand der BDA-Liste: 2025-06-30 Name: Pfarrhof GstNr.: .23                                                             |
| ja   | Datei hochladen | Kath. Pfarrkirche hl. Matthäus HERIS-ID: 51607 Objekt-ID: 57295     | Standort KG: Lang                     | Die Pfarrkirche wurde um 1700 erbaut. Ihr langgestreckter fünfjochiger Kirchenraum und zwei Seitenkapellen ergeben einen kreuzförmigen Grundriss. Die Inneneinrichtung sowie die Glocke stammen vorwiegend aus der ersten Hälfte des 18. Jahrhunderts. | BDA-Hist.: Q38046332 Status: § 2a Stand der BDA-Liste: 2025-06-30 Name: Kath. Pfarrkirche hl. Matthäus GstNr.: 439 Kath. Pfarrkirche hl. Matthäus (Lang) |
| ja   | Datei hochladen | Ortskapelle HERIS-ID: 69357 Objekt-ID: 82436                        | bei Dexenberg 31 Standort KG: Schirka | Erbaut 1846 | BDA-Hist.: Q38122250 Status: § 2a Stand der BDA-Liste: 2025-06-30 Name: Ortskapelle GstNr.: .87                                                          |
| BW   | Datei hochladen | Römerzeitliche Siedlung Breitwiesen HERIS-ID: 12951 Objekt-ID: 9115 | Breitwiesen Standort KG: Stangersdorf | Die römerzeitliche Villa rustica wurde 1978 entdeckt. Sie lag neben einer Straße und wurde bis ins 5. Jahrhundert betrieben. | BDA-Hist.: Q38149714 Status: Bescheid Stand der BDA-Liste: 2025-06-30 Name: Römerzeitliche Siedlung Breitwiesen GstNr.: 805, 804, 802, 797, 803          |